# Echilibru termic

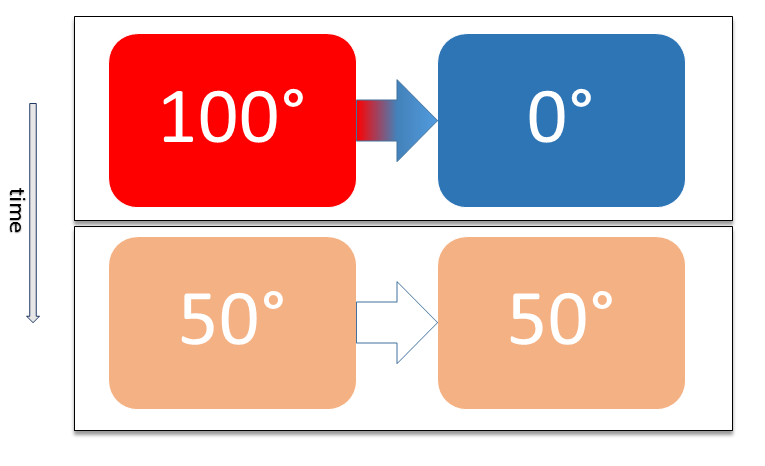
Obținerea în timp într-un sistem închis a unui echilibru termic în urma unui flux termic care nivelează diferențele de temperatură

Două sisteme fizice sunt în echilibru termic dacă nu există un flux net de energie termică între ele atunci când sunt conectate într-un mod care permite transmiterea căldurii. Echilibrul termic respectă principiul zero al termodinamicii. Se spune că un sistem este în echilibru termic cu el însuși dacă temperatura din cadrul sistemului este uniformă în spațiu și timp.
Sistemele aflate în echilibru termodinamic sunt întotdeauna și în echilibru termic, dar inversa nu este întotdeauna adevărată. Dacă legătura dintre sisteme permite schimbul de energie ca „schimb de energie internă”, dar nu permite schimbul de materie sau cel de energie sub formă de lucru mecanic, cele două sisteme pot atinge echilibrul termic fără a ajunge la echilibru termodinamic.

## Două tipuri de echilibre termice

### Echilibrul termic între două corpuri conectate termic
Relația de echilibru termic între două corpuri se referă la transferul printr-o partiție impermeabilă pentru materie sau a lucru mecanic (diatermică). Potrivit lui Lieb și Yngvason, sensul esențial al relației de echilibru termic se referă la faptul că este reflexiv și simetric. Sensul esențial nu ia în considerare dacă este sau nu tranzitiv. După ce au discutat despre semantica definiției, ei reafirmă o axiomă fizică substanțială, „principiul zero al termodinamicii”, care afirmă că echilibrul termic este o relație tranzitivă. Clasele de echivalență ale sistemelor astfel stabilite sunt izoterme.

### Echilibrul termic în interiorul unui corp izolat
Echilibrul termic al unui corp în sine se referă la situația în care corpul este izolat. Ipoteza este că nicio cantitate de căldură nu intră sau iese din el și că i se lasă timp nelimitat pentru a se stabiliza prin propriile sale caracteristici intrinseci. Când se stabilizează complet, astfel încât modificarea macroscopică nu mai este detectabilă, se află în propriul echilibru termic. Nu se presupune că se află neapărat în alte tipuri de echilibru intern. De exemplu, este posibil ca un corp să atingă echilibrul termic intern, dar să nu fie în echilibru chimic intern; un exemplu este sticla.
Se poate imagina un sistem izolat, care inițial nu se află în propria sa stare de echilibru termic intern. Ar putea fi supus unei operații termodinamice fictive de divizare în două subsisteme separate de nimic, niciun zid. Atunci s-ar putea lua în considerare posibilitatea transferurilor de energie sub formă de căldură între cele două subsisteme. La mult timp după operațiunea de divizare fictivă, cele două subsisteme vor ajunge într-o stare practic staționară, astfel vor fi în relație de echilibru termic unul cu celălalt. O astfel de acțiune s-ar putea desfășura de un număr nedefinit de ori, cu diferite partiții fictive. Toate acestea vor avea ca rezultat subsisteme care s-ar putea dovedi a fi în echilibru termic între ele, testând subsisteme din diferite partiții. Din acest motiv, un sistem izolat, care inițial nu este în propria stare de echilibru termic intern, dar lăsat pentru o perioadă lungă de timp, practic întotdeauna va ajunge la o stare finală care poate fi privită ca una de echilibru termic intern. O astfel de stare finală este una de uniformitate spațială sau omogenitate a temperaturii. Existența unor astfel de stări este un postulat de bază al termodinamicii clasice.

## Contactul termic
Căldura poate trece în sau dintr-un sistem închis prin conducție termică sau prin radiație termică către sau dinspre un rezervor termic, iar când acest proces efectuează un transfer net de căldură, sistemul nu este în echilibru termic. În timp, pe măsură ce transferul de energie sub formă de căldură continuă, temperatura sistemului se poate schimba.

## Corpuri separate având temperaturi uniforme, puse apoi în contact pur termic
Dacă corpurile sunt separate și în stări staționare microscopice diferite, iar apoi sunt puse în contact pur termic între ele prin pereți care permit conducția sau radiația termică, ele vor fi în echilibru termic unul cu celălalt atunci când conectarea nu este urmată de vreo schimbare în vreunul dintre corpuri. Dar dacă inițial nu se află în echilibru termic, căldura va trece de la cel mai cald la cel mai rece, prin orice cale, conducție sau radiație, până la atingerea echilibrului termic. În final ele vor avea aceeași temperatură.
O formă de echilibru termic este echilibrul schimbului prin radiație. Între două corpuri, fiecare cu propria sa temperatură uniformă, în contact exclusiv prin radiație, indiferent cât de departe sunt unul de altul, sau ce obstacole parțial obstructive, reflectorizante sau refractive se află în calea schimbului prin radiație dintre ele, fără a se mișca unul față de celălalt, va exista un transfer termic prin radiație de la cel mai cald la cel mai rece. Dacă cele două corpuri sunt la aceeași temperatură, cantitățile de căldură schimbate între ele vor fi egale și opuse. În această situație, fenomenele se desfășoară conform legilor lui Kirchhoff privind radiația și al principiului reciprocității lui Helmholtz⁠(d).

## Schimbarea stării interne a unui sistem izolat
Dacă un sistem izolat, fără pereți interni care ar separa subsisteme adiabatice, este lăsat suficient de mult timp, de obicei acesta va atinge o stare de echilibru termic, în care temperatura sa va fi {{ill-wd| Q274506 ||distribuită uniform și continuu]] peste tot, dar, dacă există o barieră structurală care poate împiedica unele procese posibile în sistem, nu va atinge neapărat și o stare de echilibru termodinamic. Sticla este un astfel de exemplu, în care deși există echilibru termic, nu există și un echilibru chimic. În general termodinamica clasică ia în considerare sistemele idealizate care au atins echilibrul intern și transferurile idealizate de materie și energie între ele.
Un sistem fizic izolat poate fi neomogen sau poate fi compus din mai multe subsisteme separate unul de celălalt prin pereți. Dacă un sistem fizic inițial neomogen, fără pereți interiori, este izolat din punct de vedere termodinamic, acesta își va schimba în general starea interioară în timp. Sau, dacă este compus din mai multe subsisteme separate între ele prin pereți, își poate schimba starea după o acțiune termodinamică care îi schimbă pereții. Astfel de modificări pot fi modificarea temperaturii sau distribuția spațială a temperaturii, prin modificarea stării materialelor constitutive. O tijă de fier, care inițial este fierbinte la un capăt și rece la celălalt, atunci când este izolată se va schimba astfel încât temperatura sa devine uniformă pe toată lungimea sa; în timpul procesului tija nu este în echilibru termic până când temperatura sa devine uniformă. Într-un sistem izolat format dintr-un bloc de gheață care plutește într-o baie de apă fierbinte gheața se poate topi; în timpul topirii, sistemul nu este în echilibru termic; dar în cele din urmă, temperatura sa va deveni uniformă; blocul de gheață nu va reveni la starea sa inițială. Un sistem format dintr-un amestec de vapori de benzină și aer poate fi aprins de o scânteie și poate produce dioxid de carbon și apă; dacă acest lucru se întâmplă într-un sistem izolat, va crește temperatura sistemului, iar în timpul creșterii, sistemul nu este în echilibru termic; dar în cele din urmă, sistemul se va stabiliza la o temperatură uniformă.
Astfel de schimbări în sistemele izolate sunt ireversibile în sensul că, în timp ce o astfel de schimbare se va produce spontan ori de câte ori sistemul este inițial în același mod, schimbarea inversă practic nu va avea loc niciodată spontan în cadrul sistemului izolat; aceasta este o mare parte din sensul celui de al doilea principiu al termodinamicii. Sistemele cu adevărat perfect izolate nu apar în natură și sunt întotdeauna create artificial.

### În câmp gravitațional
Se poate considera un sistem aflat într-un vas adiabatic foarte înalt, cu pereți rigizi, conținând inițial o distribuție eterogenă termic a materiei, lăsat mult timp sub influența unui câmp gravitațional constant, de-a lungul înălțimii sale, datorită unui corp exterior precum Pământul. Se va stabiliza într-o stare de temperatură uniformă, dar nu și de presiune sau densitate uniforme și poate conține mai multe faze. Atunci el este în echilibru termic intern și chiar în echilibru termodinamic. Aceasta înseamnă că toate părțile locale ale sistemului sunt în echilibru de schimb reciproc prin radiație. Aceasta înseamnă că temperatura sistemului este uniformă spațial. Așa este în toate cazurile, inclusiv în cazul câmpurilor de forțe externe neuniforme. Pentru un câmp gravitațional impus extern, acest lucru poate fi demonstrat în funcție de parametrii termodinamici macroscopici, prin calcul variațional, folosind metoda multiplicatorilor Lagrange Considerații din teoria cinetică a gazelor sau mecanică statistică susțin și ele această afirmație.

## Deosebirea dintre echilibrele termic și termodinamic
Există o deosebire importantă între echilibrul termic și echilibrul termodinamic. După Münster, în stările de echilibru termodinamic variabilele de stare ale unui sistem nu se modifică cu o rată măsurabilă. Mai mult, „condiția «la o rată măsurabilă» implică faptul că se poate considera un echilibru numai în ceea ce privește procesele specificate și condițiile experimentale definite”. De asemenea, o stare de echilibru termodinamic poate fi descrisă de mai puține variabile macroscopice decât orice altă stare a unui anumit corp material. Un singur corp izolat poate începe într-o stare care nu este una de echilibru termodinamic și se poate schimba până la atingerea echilibrului termodinamic. Echilibrul termic este o relație între două corpuri sau sisteme închise, în care transferurile sunt permise numai pentru energie și au loc printr-o zonă diatermică și în care transferurile au avut loc până când stările corpurilor încetează să se schimbe.
O deosebire explicită între „echilibrul termic” și „echilibrul termodinamic” este făcută de C.J. Adkins. El admite că două sisteme ar putea avea schimb de căldură, dar să fie restricționat schimbul de lucru mecanic; vor schimba în mod natural căldură până vor avea temperaturi egale și vor ajunge la echilibrul termic, dar, în general, nu vor fi în echilibru termodinamic. Ele pot atinge echilibrul termodinamic atunci când li se permite să facă și schimb de lucru mecanic.
O altă deosebire explicită între „echilibru termic” și „echilibru termodinamic” este făcută de B. C. Eu. El consideră două sisteme în contact termic, unul fiind un termometru, iar celălalt un sistem în care au loc mai multe procese ireversibile. El consideră cazul în care, pe scara de timp de interes, se întâmplă ca atât citirea termometrului, cât și procesele ireversibile să fie constante. Atunci există echilibru termic fără a exista echilibru termodinamic. În consecință, Eu propune că principiul zero al termodinamicii poate fi considerat aplicabil chiar și atunci când echilibrul termodinamic nu este prezent; de asemenea, el propune că, dacă schimbările au loc atât de repede încât o temperatură constantă nu poate fi definită, atunci „nu mai este posibil să se descrie procesul prin intermediul unui formalism termodinamic. Cu alte cuvinte, termodinamica nu are sens pentru un astfel de proces”.